# Lijst van bezienswaardigheden in Londen

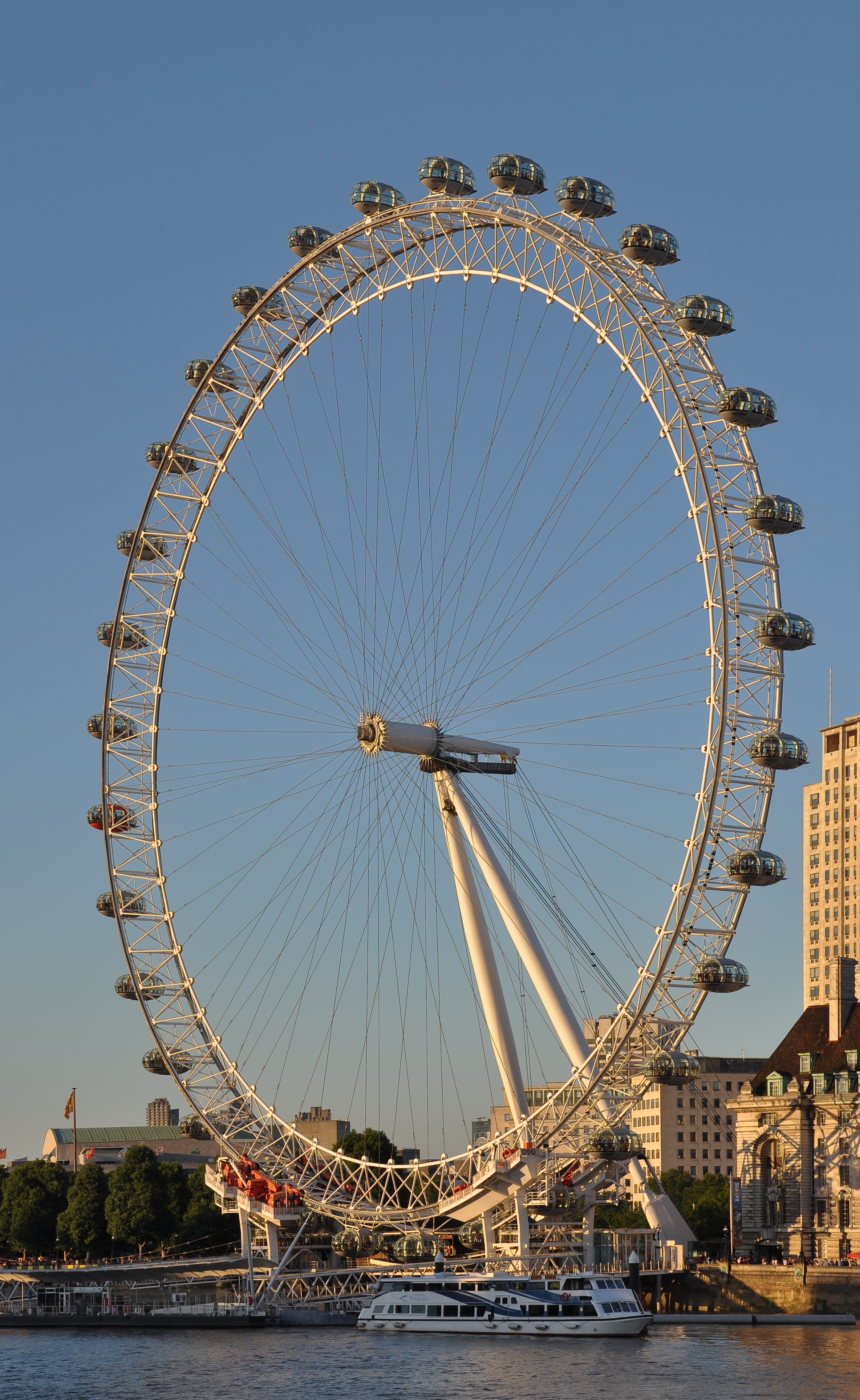
London Eye

Hieronder staat een lijst van bezienswaardigheden in Londen.

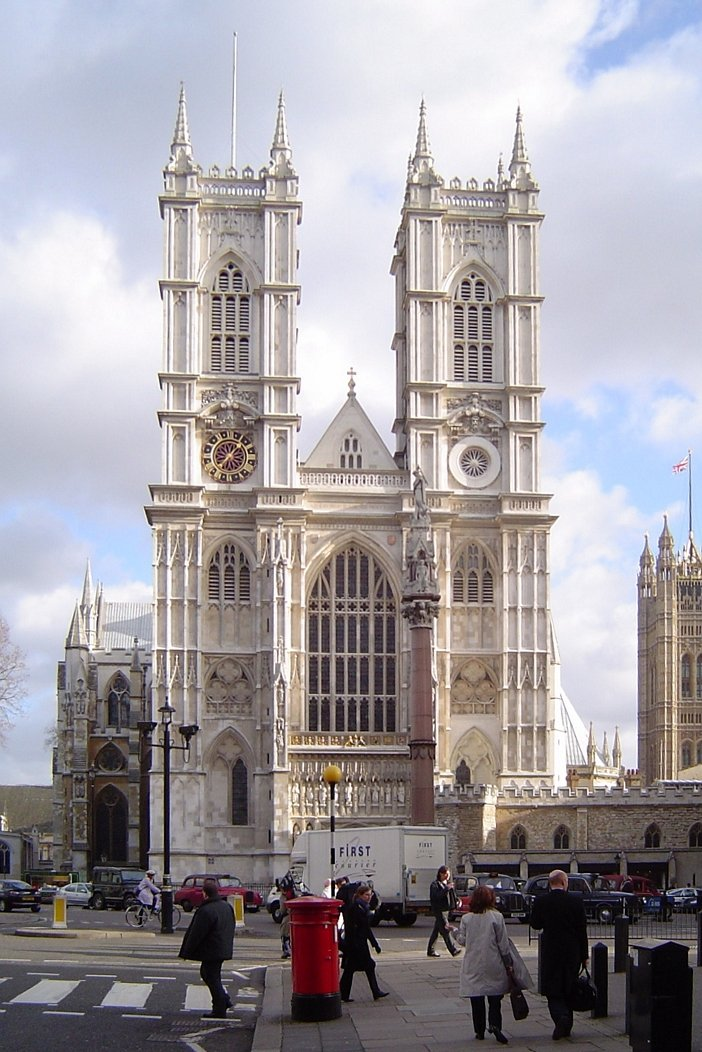
Westminster Abbey

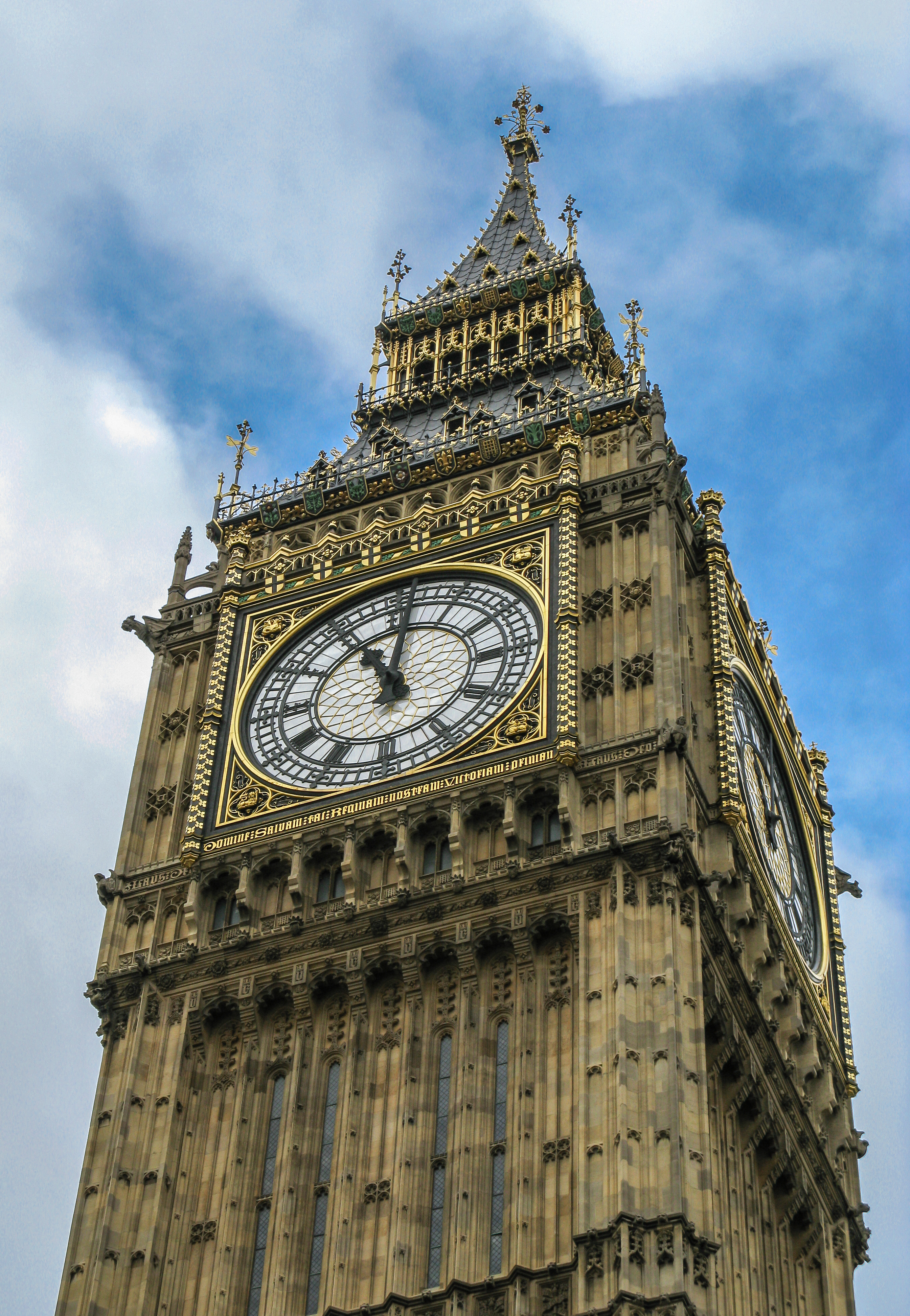
Big Ben

## Gebouwen en bouwwerken

### Kerken, kathedralen en kloosters
- All Hallows-by-the-Tower
- Kathedraal van Southwark
- Kathedraal van Westminster
- Metropolitan Tabernacle
- Nederlandse Kerk in Londen
- Saint Alfege
- Saint Anne's
- Saint Margaret's Church
- St. Martin-in-the-Fields
- St Paul’s Cathedral
- St. Peter ad Vincula
- Westminster Abbey

### Kastelen en paleizen

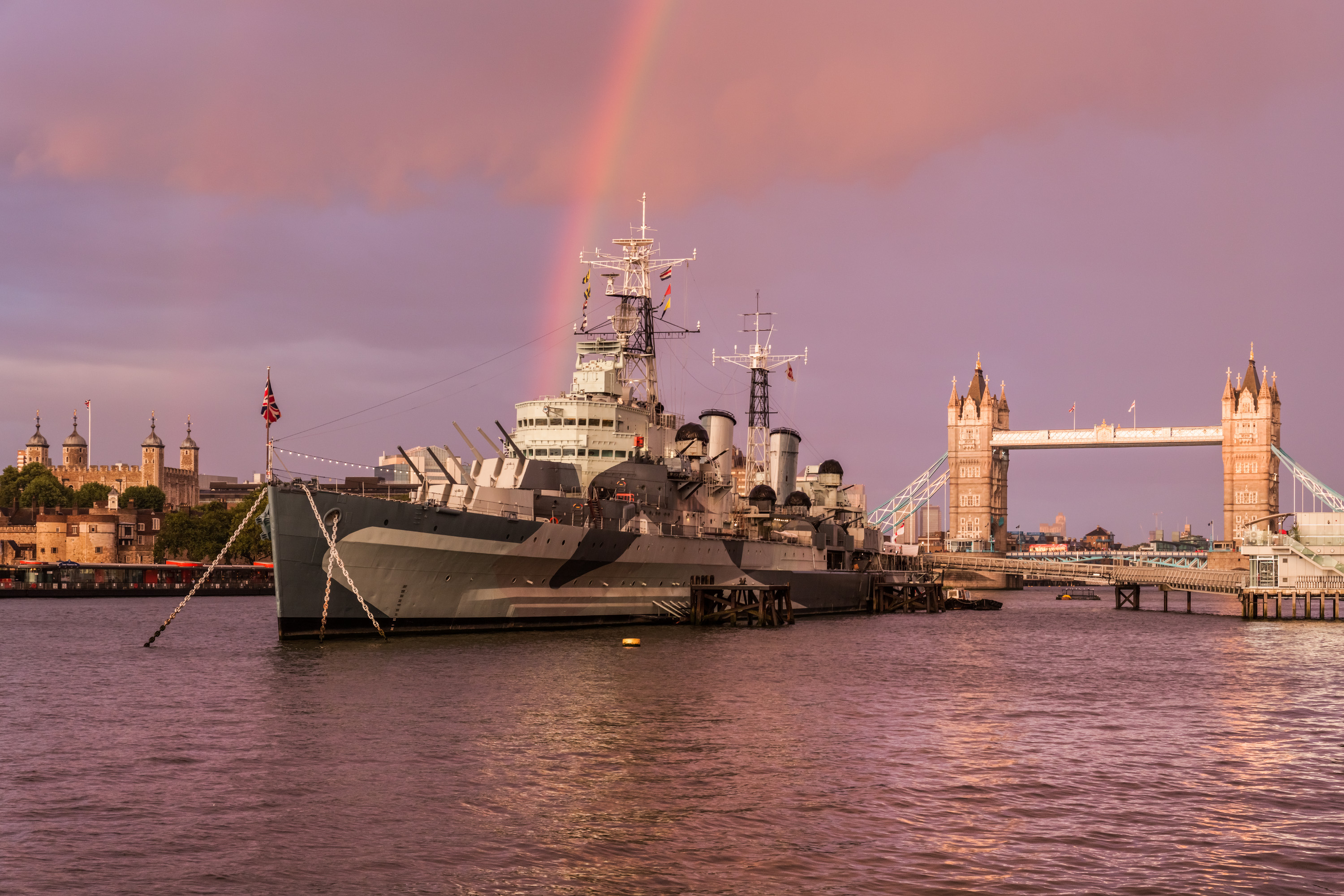
Het museumschip HMS Belfast met aan de linkerkant de Tower of London en op de achtergrond Tower Bridge

- Banqueting House
- Buckingham Palace
- Clarence Palace
- Eltham Palace
- Palace of Westminster
- Palace of Whitehall
- Hampton Court Palace
- Kensington Palace
- Kew Palace
- Lambeth Palace
- Lancaster House
- Tower of London
- Somerset House
- St. James's Palace

### Musea
- Bank of England Museum
- HMS Belfast
- Benjamin Franklin House
- British Library
- British Museum
- Charles Dickens Museum
- Churchill Museum and Cabinet War Rooms
- Dennis Severs' House
- Design Museum
- Handel House Museum
- Imperial War Museum
- Leighton House Museum
- London Transport Museum
- Madame Tussauds Londen
- Museum of London Docklands
- National Gallery
- National Maritime Museum
- National Portrait Gallery
- Natural History Museum
- Ripley's Believe It or Not!
- Saatchi Gallery
- Science Museum
- Serpentine Gallery
- Sherlock Holmes Museum
- Sir John Soane's Museum
- Tate Britain
- Tate Modern
- Victoria and Albert Museum
- Wallace Collection (museum)

### Monumenten
- Admiralty Arch
- Albert Memorial
- Animals in War Memorial
- Bolan's Rock Shrine
- Graf van de onbekende soldaat
- Marble Arch
- The Monument
- Nelson's Column
- Prinses Diana-herdenkingsfontein
- Queen Victoria Memorial
- Temple Bar
- Wellington Arch

### Theaters
- Almeida Theatre
- Apollo Theatre (Londen)
- Apollo Victoria Theatre
- Barbican Centre
- Brixton Academy
- The Comedy Store
- Dominion Theatre
- Globe Theatre
- London Coliseum
- London Dungeon
- New London Theatre
- Old Vic
- London Palladium
- Royal Albert Hall
- Royal National Theatre
- Royal Opera House
- Sadler's Wells Theatre
- Shakespeare's Globe
- Young Vic

### Stadions en Arenas
- All England Lawn Tennis and Croquet Club
- Arsenal Stadium
- Basketball Arena
- Boleyn Ground
- Centre Court
- Copper Box
- Court No. 1
- Craven Cottage
- Emirates Stadium
- Griffin Park
- Linford Christie Stadium
- Loftus Road
- London Aquatics Centre
- London Velopark
- Matchroom Stadium
- Olympic Hockey Centre
- Queen Elizabeth Olympic Park
- Olympisch Stadion (Londen)
- Plough Lane
- Queen's Club
- Selhurst Park
- Stamford Bridge (stadion)
- The Den
- The O2 (Londen)
- The Valley (stadion)
- Thorneyholme Road
- Tottenham Hotspur Stadium
- Twickenham Stadium
- Victoria Road
- Water Polo Arena
- Wembley Arena
- Wembley Stadium
- White City Stadium
- White Hart Lane

### Bruggen en Aquaducten
- Albert Bridge
- Blackfriars Bridge
- Blackfriars Railway Bridge
- Cannon Street Railway Bridge
- Chelsea Bridge
- Grosvenor Bridge
- Hammersmith Bridge
- Hungerford Bridge
- Lambeth Bridge
- London Bridge
- Millennium Bridge
- Putney Bridge
- Southwark Bridge
- Tower Bridge
- Vauxhall Bridge
- Waterloo Bridge
- Westminster Bridge

### Spoorwegstations
- Station Abbey Wood
- Station Acton Central
- Station Acton Main Line
- Station Albany Park
- Station Alexandra Palace
- Station Anerley
- Station Angel Road
- Station Barnehurst
- Station Barnes
- Station Barnes Bridge
- Station Battersea Park
- Station Beckenham Hill
- Station Beckenham Junction
- Station Bellingham
- Station Belmont
- Station Belvedere
- Station Berrylands
- Station Bethnal Green
- Station Bexley
- Station Bexleyheath
- Station Bickley
- Station Birkbeck
- Station London Blackfriars
- Station Blackheath
- Station Blackhorse Road
- Station Bowes Park
- Station Brentford
- Station Brimsdown
- Station Brixton
- Station Brockley
- Station Bromley North
- Station Bromley South
- Station Brondesbury
- Station Brondesbury Park
- Station Bruce Grove
- Station Bush Hill Park
- Station Caledonian Road & Barnsbury
- Station Cambridge Heath
- Station Camden Road
- Canning Town (metrostation)
- Station London Cannon Street
- Station Canonbury
- Station Carpenders Park
- Station Carshalton
- Station Carshalton Beeches
- Station Castle Bar Park
- Station Catford
- Station Catford Bridge
- Station Chadwell Heath
- Station Chalfont & Latimer
- Station London Charing Cross
- Station Charlton (Londen)
- Station Cheam
- Station Chelsfield
- Station Chessington North
- Station Chessington South
- Station Chingford
- Station Chislehurst
- Station Chiswick
- Station Chorleywood
- Station City Thameslink
- Station Clapham High Street
- Station Clapham Junction
- Station Clapton
- Station Clock House
- Station Coulsdon South
- Station Coulsdon Town
- Station Crayford
- Station Crews Hill
- Station Cricklewood
- Station Crofton Park
- Station Crouch Hill
- Station Crystal Palace
- Station Dagenham Dock
- Station Dalston Junction
- Station Dalston Kingsland
- Station Denmark Hill
- Station Deptford
- Station Drayton Green
- Station Drayton Park
- Station Ealing Broadway
- Station Earlsfield
- Station East Croydon
- Station East Dulwich
- Station Eden Park
- Station Edmonton Green
- Station Elmers End
- Station Elmstead Woods
- Station Eltham
- Station Emerson Park
- Station Enfield Chase
- Station Enfield Lock
- Station Enfield Town
- Station Erith
- Station Essex Road
- Station London Euston
- Station Falconwood
- Station Feltham
- Station London Fenchurch Street
- Station Finchley Road & Frognal
- Station Finsbury Park
- Station Forest Gate
- Station Forest Hill
- Station Fulwell
- Station Gidea Park
- Station Gipsy Hill
- Station Goodmayes
- Station Gordon Hill
- Station Gospel Oak
- Station Grange Park
- Station Greenford
- Station Greenwich
- Station Grove Park
- Station Gunnersbury
- Station Hackbridge
- Station Hackney Central
- Station Hackney Downs
- Station Hackney Wick
- Station Hadley Wood
- Station Hampstead Heath
- Station Hampton
- Station Hampton Wick
- Station Hanwell
- Station Harlesden
- Station Harold Wood
- Station Harringay
- Station Harringay Green Lanes
- Station Harrow & Wealdstone
- Station Hatch End
- Station Haydons Road
- Station Hayes
- Station Hayes and Harlington
- Station Headstone Lane
- Station Heathrow Central
- Station Heathrow Terminal 4
- Station Hendon
- Station Herne Hill
- Station Highams Park
- Station Highbury & Islington
- Station Hither Green
- Station Homerton
- Station Honor Oak Park
- Station Hornsey
- Station Hounslow
- Station Ilford
- Station Isleworth
- Station Kenley
- Station Kensal Green
- Station Kensal Rise
- Station Kensington (Olympia)
- Station Kent House
- Station Kentish Town
- Station Kentish Town West
- Station Kew Bridge
- Station Kew Gardens
- Station Kidbrooke
- Station Kilburn High Road
- Station King's Cross Thameslink
- Station London King's Cross
- Station Kingston (Londen)
- Station Knockholt
- Station Ladywell
- Station Lee
- Station Leyton Midland Road
- Station Leytonstone High Road
- Station Limehouse
- Station London Liverpool Street
- Station London Fields
- Station Loughborough Junction
- Station Lower Sydenham
- Station Malden Manor
- Station Manor Park
- Station Maryland
- Station London Marylebone
- Station Maze Hill
- Station Mill Hill Broadway
- Station Mitcham Junction
- Station Morden South
- Station Mortlake
- Station Motspur Park
- Station Mottingham
- Station New Barnet
- Station New Beckenham
- Station New Cross Gate
- Station New Eltham
- Station New Malden
- Station New Southgate
- Station Norbiton
- Station Norbury
- Station North Dulwich
- Station North Sheen
- Station North Wembley
- Station Northolt Park
- Station Northumberland Park
- Station Norwood Junction
- Station Nunhead
- Station Oakleigh Park
- Station Old Street
- Station Orpington
- Station London Paddington
- Station Palmers Green
- Station Peckham Rye
- Station Penge East
- Station Penge West
- Station Petts Wood
- Station Plumstead
- Station Ponders End
- Station Purley
- Station Purley Oaks
- Station Putney
- Station Queen's Park (Londen)
- Station Queen's Road Peckham
- Station Queenstown Road (Battersea)
- Station Rainham (Londen)
- Station Ravensbourne
- Station Raynes Park
- Station Rectory Road
- Station Reedham (Londen)
- Station Richmond (Londen)
- Station Riddlesdown
- Station Romford
- Station Sanderstead
- Station Selhurst
- Station Seven Kings
- Station Shortlands
- Station Sidcup
- Station Silver Street
- Station Slade Green
- Station South Acton
- Station South Bermondsey
- Station South Croydon
- Station South Greenford
- Station South Hampstead
- Station South Kenton
- Station South Merton
- Station South Ruislip
- Station South Tottenham
- Station Southall
- Station Southbury
- Station St James Street
- Station St Johns
- Station St Margarets (Londen)
- Station St Mary Cray
- Station London St Pancras International
- Station St. Helier
- Station Stamford Hill
- Station Balham
- Stepney Green (metrostation)
- Station Stoke Newington
- Station Stonebridge Park
- Station Stratford
- Station Stratford International
- Station Strawberry Hill
- Station Streatham
- Station Streatham Common
- Station Streatham Hill
- Station Sudbury & Harrow Road
- Station Sudbury Hill Harrow
- Station Sundridge Park
- Station Surbiton
- Station Sutton (Londen)
- Station Sutton Common
- Station Sydenham (Londen)
- Station Sydenham Hill
- Station Syon Lane
- Station Teddington
- Station Thornton Heath
- Station Tolworth
- Station Tooting
- Station Tulse Hill
- Station Turkey Street
- Station Twickenham
- Station Upminster
- Station Upper Holloway
- Station Vauxhall
- Station London Victoria
- Station Waddon
- Station Wallington
- Station Walthamstow Queens Road
- Station Wandsworth Common
- Station Wandsworth Town
- Station Wanstead Park
- Station London Waterloo
- Station Watford High Street
- Station Welling
- Station Wembley Central
- Station Wembley Stadium
- Station West Croydon
- Station West Drayton
- Station West Dulwich
- Station West Ealing
- Station West Ham
- Station West Hampstead
- Station West Hampstead Thameslink
- Station West Norwood
- Station West Ruislip
- Station West Sutton
- Station West Wickham
- Station Westcombe Park
- Station White Hart Lane
- Station Whitton
- Station Willesden Junction
- Station Wimbledon Chase
- Station Winchmore Hill
- Station Wood Street
- Station Woodgrange Park
- Station Woodmansterne
- Station Woolwich Dockyard
- Station Woolwich Arsenal
- Station Worcester Park

### Overige Bouwwerken
- ArcelorMittal Orbit
- Big Ben
- Cutty Sark (schip, 1869)b
- Emirates Air Line
- Horse Guards
- Kenwood House and Garden
- Koninklijk Observatorium van Greenwich
- London Eye
- The Shard

## Overige bezienswaardigheden

### Tuinen en parken
- Battersea Parks
- Bushy Park
- Chelsea Physic Garden
- Chessington World of Adventures
- Green Park
- Greenwich Park
- Hampstead Heath
- Holland Park (Londen)
- Hyde Park
- Kensington Gardens
- London Zoo
- Regent's Park
- Richmond Park
- Sea Life London
- St. James's Park

### Pleinen en markten
- Borough Market
- Camden Market
- Eaton Square
- Grosvenor Square
- Leadenhall Market
- Leicester Square
- Oxford Circus
- Parliament Square (Londen)
- Piccadilly Circus
- St Giles' Circus
- Trafalgar Square

### Wijken en buurten
- Camden Town
- Charing Cross
- Chinatown (Londen)
- Covent Garden
- Primrose Hill

### Straten
- Abbey Road (weg)
- Albert Embankment
- Baker Street (straat)
- Bond Street (Westminster)
- Brick Lane
- Carlton House Terrace
- Carnaby Street
- Chancery Lane
- Charing Cross Road
- Chelsea Embankment
- Constitution Hill
- Downing Street
- Drury Lane
- Eastcheap
- Fleet Street
- Horse Guards Road
- Hyde Park Corner
- Jermyn Street
- Kensington High Street
- Knightsbridge
- The Mall (Londen)
- Marylebone Road
- Oxford Street
- Pall Mall (straat)
- Park Lane (Londen)
- Paternoster Row
- Piccadilly
- Portobello Road
- Portobello Street
- Pudding Lane
- Regent Street
- Rotten Row
- Savile Row
- Shaftesbury Avenue
- St James's Street
- Strand (Londen)
- Thames Embankment
- Threadneedle Street
- Tottenham Court Road
- Tower Hill (Londen)
- Victoria Embankment
- Wardour Street
- Whitehall (Londen)

### Overig
- Theems
- Warner Bros. Studio Tour London